# William Hickling Prescott
William Hickling Prescott, född 4 maj 1796 i Salem, Massachusetts, död 29 januari 1859 i Boston, var en amerikansk historiker.
Han var sonson till William Prescott, som förde befälet över de amerikanska trupperna vid Slaget vid Bunker Hill under amerikanska frihetskriget. Hans far var en framstående advokat. Under åren 1811-1814 studerade han vid Harvard University. I början av sina studier, förlorade han nästan synen på ena ögat då en studiekamrat kastade en brödskalk hårt på honom i cafeterian vid Harvard, vilken trängde in i hans öga. Efter denna händelse kom hans syn att vara mycket nedsatt under resten av hans liv.
1815–17 reste han runt i Europa och började studera europeisk litteratur och historia, särskilt den spanska. Detta forskningsområde hade tidigare utvecklats och populariserats i USA av Washington Irving. 1837 publicerade Prescott sitt första stora verk Spaniens historia under Ferdinand och Isabella) i tre volymer om de katolska monarkerna som gjorde honom till en av de mest berömda amerikanska historikerna. Sedan behandlade han i detalj historien om den spanska koloniseringen av Nya världen, och publicerade 1843 Mexicos erövring och 1847 Perus erövring. Han sista verk, som inte blev fullbordat, var en monumental biografi över Filip II av Spanien. Vid hans död hade tre volymer publicerats. Under åren 1870–1874 publicerades arbetet i en första utgåva som omfattade 16 band. Hans vän sedan många år George Ticknor skrev 1864 en biografi över Prescott. 
Prescott tillbringade för sina källstudier många år i Europa, och hans oerhörda flit verkar ännu mer imponerande genom hans synskada. Prescott använde en Noctograph för att skriva sina böcker. 
Hans verk utmärker sig genom sin stora detaljrikedom och stilistiska kvalitet, och har också kommit att ingå i den amerikanska litteraturens kanon.

### Webblänkar
- The History of the Conquest of Peru (Perus erövring)
- The History of the Conquest of Mexico (Mexikos erövring)

#### Böcker
- Prescott, William Hickling; Ayala Poma de, Bry Theodor de, Hamilton Louise (1979). Perus erövring: Inkarikets fall. Niloe-biblioteket. Specialserien, 99-0267511-5. Uddevalla: Niloe. Libris 7602657. ISBN 91-7102-065-9 (inb.)
- Prescott, William Hickling (1859-1860). Spaniens historia under Ferdinand och Isabella. Historiskt bibliothek ; 3. Stockholm: Bonnier. Libris 383598
- Prescott, William Hickling; Gunnarsson Jakob, Henderson Keith (1977). Mexicos erövring: Cortés och Montezuma. Niloe-biblioteket. Specialserien, 99-0267511-5. Uddevalla: Niloe. Libris 7602656. ISBN 91-7102-064-0 (inb.)